# 조니 녹스빌
조니 녹스빌(Johnny Knoxville, 1971년 3월 11일 ~ )은 미국의 배우, 스턴트 배우, 제작자, 작가이다.

## 출연 작품

### 영화
- 코요테 어글리 (2000)
- 맨 인 블랙 2 (2002)
- 잭애스 (2002) - 각본, 제작 겸임
  - 잭애스 2 (2006) - 각본, 제작 겸임
  - 잭애스 3D (2010) - 각본, 제작 겸임
- 더티 쉐임 (2004)
- 워킹 톨 (2004)
- 해저드 마을의 듀크 가족 (2005)
- 독타운의 제왕들 (2005)
- 무모한 도전 (2005)
- 라스트 스탠드 (2013) - 루이스 딩컴 역
- 잭애스 프레젠트: 배드 그랜파 (2013) - 각본, 제작 겸임
- 닌자터틀 (2014) - 목소리 출연
- 스킵트레이스: 합동수사 (2016)

### 텔레비전
- 잭애스 (2000-01) - 공동 기획, 총괄 제작 겸임